# Muzeul Național German

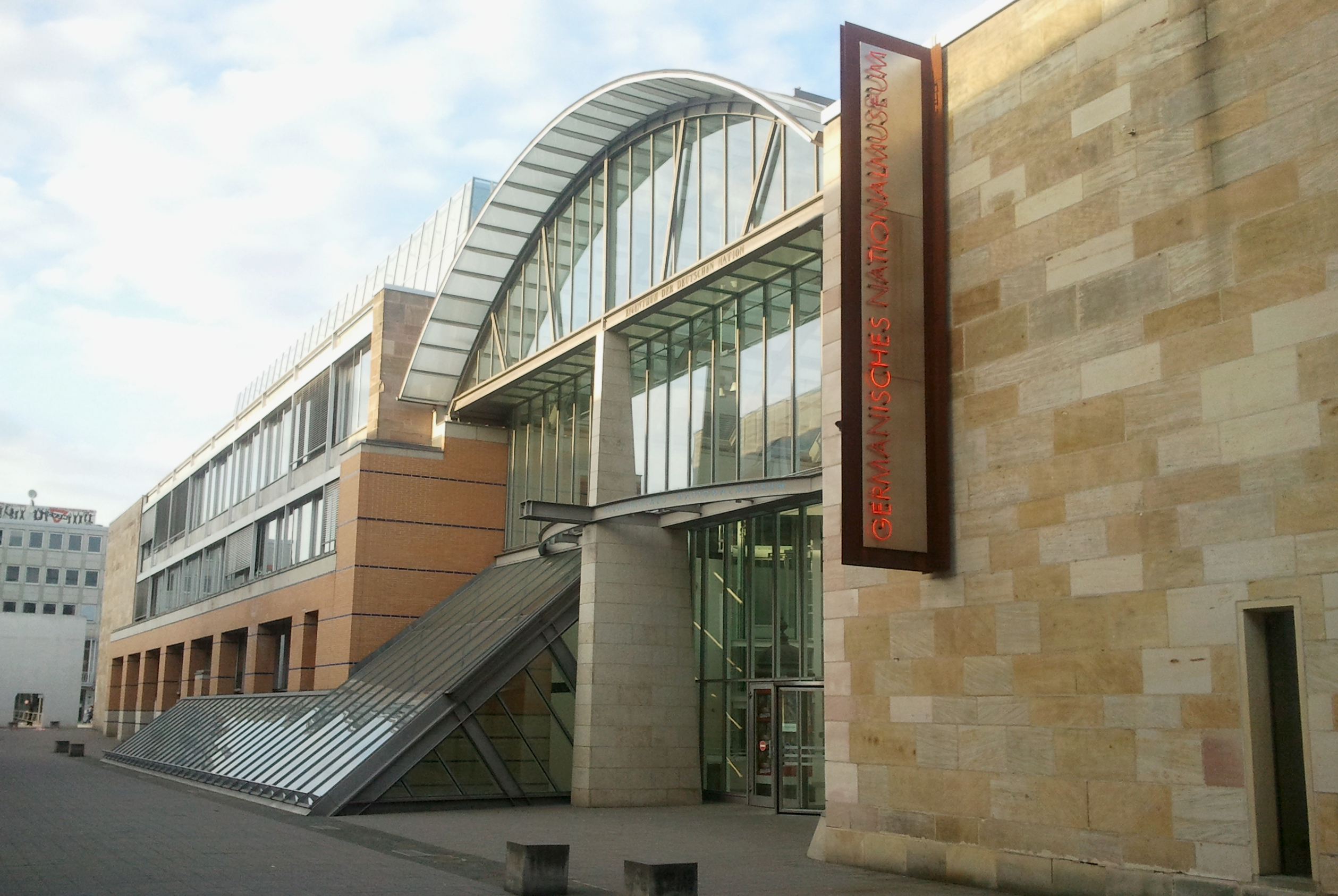
Muzeul Național German

Muzeul Național German (germană Germanisches Nationalmuseum (GNM)) este cel mai mare muzeu istoric din Germania. El cuprinde colecții istorice și de artă din perioada preistorică până în prezent a culturii germane. Muzeul aparține de societatea de cercetare Leibniz. Clădirea muzeului se află în Nürnberg, el a luat ființă în anul 1852. Numărul persoanelor care au vizitat muzeul în anul 2010, se ridică la cifra de 405.000. Scopul întemeierii muzeului era documentarea ținuturilor unde se vorbea limba germană.